# MOA-2007-BLG-192L
MOA-2007-BLG-192L serait soit une étoile naine rouge très peu massive soit une naine brune (une étoile trop petite pour brûler de l’hydrogène dans son noyau), autour de laquelle orbite une planète extrasolaire tellurique, appelée MOA-2007-BLG-192L b.

## MOA-2007-BLG-192L b
MOA-2007-BLG-192L b est une planète extrasolaire, découverte le 30 mai 2008.
Elle orbite autour de MOA-2007-BLG-192-L en trois ans à une distance semblable à celle de Vénus au Soleil. Mais alors que Vénus est une fournaise, MOA-2007-BLG-192-Lb est glaciale (< −200 °C). En effet, même à une telle distance, le pâle « soleil » de cette planète ne la réchauffe que très peu.